# Крупный план
Кру́пный план — понятие в кинематографе и на телевидении, обозначающее расположение камеры, при котором большую часть кадра занимает лицо человека или, реже, предмет. В фотографии крупному плану чаще всего соответствует понятие «портрет». Ещё более крупное изображение части лица или небольшого предмета называется «деталь». Крупность, при которой в кадре видны только глаза актёра, иногда называется итальянский план, из-за своей популярности в спагетти-вестернах.
Крупный план концентрирует внимание зрителя на конкретном персонаже и его переживаниях.

## История крупного плана
Несмотря на давнюю традицию поясных и погрудных портретов в фотографии и изобразительном искусстве, большинство первых кинематографистов снимали свои фильмы только общим планом. В течение первых десятилетий немого кинематографа пространство экрана воспринималось как театральная сцена. Поэтому актёров было принято показывать в полный рост, и кадры, в которых они случайно приближались слишком близко к камере, считались бракованными, потому что «человек не может ходить без ног». Среди исследователей истории кино нет единого мнения насчёт того, кто первым использовал крупный план. Большинство считают первооткрывателем в этой области Джорджа Альберта Смита, который снимал крупные детали в своих картинах «Что видно в телескоп» и «Бабушкина лупа». Почти одновременно, в 1901 году Джеймс Уильямсон даёт очень крупный план в фильме «Большой глоток», когда главный герой приближается к камере и «глотает» её. Спустя два года крупный план был использован в картине «Большое ограбление поезда». Однако, эти случаи были единичными, поскольку для кинозрителей начала XX века было непривычным обрезание человеческой фигуры рамкой кинокадра, воспринимаемое при первом впечатлении иногда как показ натурального расчленения. 
Лишь спустя десятилетие Дэвид Гриффит открывает для себя крупный план в картине «Телеграфистка из Лоундэйла»: здесь крупно показан разводной ключ, которым преступника пугают вместо пистолета. Режиссёр стал одним из первых, кто начал активно использовать крупные планы в своих фильмах. В звуковом кино крупные планы оказались наиболее критичными к точности синхронизации, поскольку несовпадение артикуляции с фонограммой особенно заметно. По этой причине крупные планы стараются не переозвучивать в студии, а сразу снимать синхронно. Кроме того, крупные планы критичны к качеству грима и установки операторского освещения, как и портрет в фотографии. Решение о съёмке того или иного монтажного кадра средним, общим или крупным планом принимается на стадии подготовки режиссёрского сценария. При документальной съёмке оператор выбирает крупность плана самостоятельно, руководствуясь базовыми правилами монтажа.
Крупный план иногда делят на несколько разновидностей: «первый средний», «крупный» и «сверхкрупный» (англ. Medium Close-Up, Close-Up, Big Close-Up), в зависимости от того, какая часть головы и плеч видна в кадре. Самый крупный план, в котором видны только глаза героя, часто называют итальянский план. Несмотря на то, что в большинстве случаев крупный план снимается длиннофокусным объективом, он может быть получен и более короткофокусной оптикой с близкого расстояния, однако это может приводить к искажению пропорций лица.